# Messanges, Côte-d'Or
Messanges är en kommun i departementet Côte-d'Or i regionen Bourgogne-Franche-Comté i östra Frankrike. Kommunen ligger i kantonen Gevrey-Chambertin som tillhör arrondissementet Dijon. År 2022 hade Messanges 248 invånare.

## Befolkningsutveckling
Antalet invånare i kommunen Messanges
Referens:INSEE